# Slag bij Krabbendam
De Slag bij Krabbendam (ook bekend als de Slag bij de Zijperdijk) vond plaats op 10 september 1799 in de kop van Noord-Holland, tijdens de Brits-Russische expeditie naar Noord-Holland. De veldslag was een Britse overwinning tegen revolutionaire Franse en Bataafs-Nederlandse troepen.
Een Britse divisie onder bevel van generaal Abercromby had na de Slag bij Callantsoog een bruggenhoofd gevestigd in de Zijpe-polder. De Franse generaal Brune probeerde de Britten te verdrijven voordat Britse en Russische versterkingen zouden arriveren, maar de Britten wisten vast te houden aan hun bruggenhoofd, zodat de volledige Brits-Russische expeditiemacht voldoende tijd kreeg om te ontschepen en het bruggenhoofd behouden bleef als uitvalsbasis voor de Slag bij Bergen, die op 19 september plaats vond.

## Achtergrond
Na de Slag bij Callantsoog was de Bataafs-Nederlandse generaal Herman Willem Daendels met zijn 1e Bataafse Divisie naar de Schermer-polder teruggevallen. Daendels achtte de Zijpe-polder onverdedigbaar omdat de Britten, die heer en meester op zee waren, makkelijk een amfibische landing zouden kunnen uitvoeren op de dijk bij Petten en hem zo van de Frans-Bataafse hoofdmacht zouden kunnen afsnijden. Abercromby kon vervolgens met zijn Britse divisie een bruggenhoofd vestigen in de Zijpe.
De Zijpe, een waddengebied dat in de 16e eeuw was ingedijkt, vormde een natuurlijke vesting vanwege de Westfriese Zeedijk (nu deel van de Westfriese Omringdijk), die langs de zuidoostkant van de polder liep en de "muur" van de natuurlijke vesting vormde met de ringvaart aan de voet van de dijk als vestinggracht. De dijk was hoog genoeg om zicht te geven op alle toegangswegen naar de Zijpe. Ook had de dijk enkele bochten en hoekige uitstulpsels die als bastions van de vesting konden dienen. Abercromby maakte gebruik van deze natuurlijke eigenschappen van het terrein door artillerieposities en verdedigingswerken op strategische punten langs de dijk te vestigen. De Britse verdedigingslinie strekte west-oost, van de Oude Schoorlse Zeedijk via de Westfriese Omringdijk, met versterkingen bij de dorpen Krabbendam, Eenigenburg en Sint Maarten, naar de Oude Sluys aan de kust van de Zuiderzee (de Wieringermeer-polder bestond in die tijd nog niet). Schagen en andere dorpjes die voor deze linie lagen werden gebruikt als voorposten.
Ondertussen waren de Fransen en Bataven bezig zo snel mogelijk versterkingen naar de kop van Noord-Holland te dirigeren. Een Franse divisie onder commando van generaal Dominique Vandamme rukte via Haarlem op naar het noorden en bezette het gebied tussen Alkmaar en de Noordzee. Brune gaf bevel aan Daendels om zijn troepen tussen Oudkarspel en Sint Pancras te plaatsen. Generaal Dumonceau marcheerde op hoge snelheid vanuit Friesland naar Noord-Holland met twee derde van zijn 2e Bataafse Divisie. Hij kwam aan bij het front op 8 september en positioneerde zijn troepen, versterkt met de 7e Halvebrigade van Daendels' divisie, rond Alkmaar.
Tegen 9 september waren de Frans-Bataafse troepen van Brune in de meerderheid tegen de geallieerden, met 25.000 man tegen de 23.000 van Abercromby (die tegen die tijd wel 500 man van het Britse 11e Lichte Dragondersregiment aan versterkingen had gekregen). Brune wist dat de Brits-Russische hoofdmacht gauw zou landen en besloot op de 10e aan te vallen, terwijl hij nog het numerieke voordeel had.

## Verloop

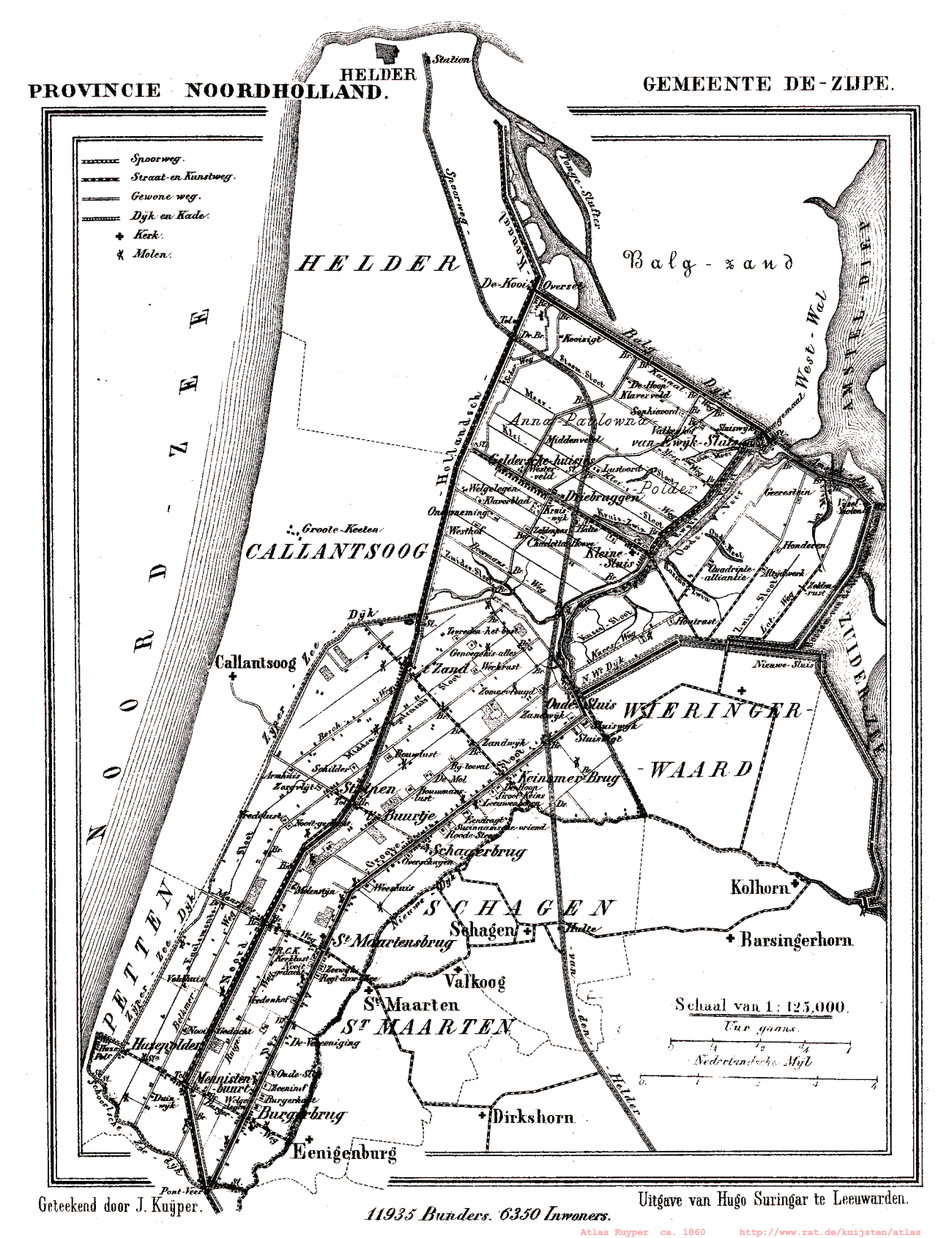
19e-eeuwse kaart van de Zijpe en omgeving. Krabbendam is net niet zichtbaar.

Brune's plan de campagne was eenvoudig: de Bataafse divisies zouden Eenigenburg en Krabbendam aanvallen om zo twee van de weinige toegangswegen tot de Zijpe in handen te krijgen. De hoofdrol werd toebedeeld aan Vandamme's Franse divisie, die Abercromby's rechterflank aan zou vallen langs de zijdijk bij Petten. Zo zouden de Britten van twee kanten ingesloten worden, een klassieke tangbeweging.
Door de haast om de aanval in gang te zetten, voerde Brune's generaalsstaf de voorbereidingen met weinig nauwkeurigheid uit. De staf had geen tijd om het gebied goed te verkennen en vertrouwde op de kaarten. Per ongeluk werd een kanaal op de kaart voor een weg aangezien en werden Daendels' colonnes vanuit Sint Pancras en een van de Dumonceaus colonnes over dezelfde weg gestuurd. Hierdoor werd Daendels gedwongen om een oostelijker gelegen route te volgen en te concentreren op een secundair doel, het dorp Sint Maarten, dat hij ook inderdaad innam. Dumonceaus rechtercolonne, onder bevel van generaal Bonhomme, richtte zich op Daendels oorspronkelijke doel, Eenigenburg. Bonhomme's poging om met een frontale aanval langs de Britse verschansing te komen stuitte op de ringvaart langs de dijk en verdedigingsvuur van de Britten. Ook een tweede poging om Eenigenburg in te nemen faalde en Bonhomme maakte pas op de plaats tot die avond, toen zowel hij als Daendels zijn troepen terugtrokken na de terugval van de Frans-Bataafse linkervleugel.
Bonhomme's aanval had eigenlijk de andere colonne van Dumonceau, onder bevel van kolonel Bruce, moeten ondersteunen. Deze colonne had Krabbendam als doel en zou vanuit Alkmaar oprukken, maar werd vertraagd toen de stadspoort die hij wilde gebruiken geblokkeerd werd door een aantal boerenwagens op weg naar de markt. Bruce kwam daarom pas om 7 uur 's ochtends aan op zijn startpositie. Ondertussen had de ongeduldige Dumonceau zo'n 100 grenadiers geleend van Bonhomme's colonne en viel met deze kleine troepenmacht de verschanste Britten bij Krabbendam aan, met onverwacht succes. Met versterking van Bruce's 6e Halvebrigade wist Dumonceau zelfs de Britten uit Krabbendam te verdrijven, ondanks het moordende vuur van twee Britse kanonnen bij de ingang van het dorp. Om onduidelijke redenen raakten de Bataafse troepen opeens in paniek en vluchtten uit Krabbendam.
Na zijn troepen te hergroeperen viel Dumonceau nogmaals Krabbendam aan en wist het dorp opnieuw in te nemen. De Britten reageerden met een tegenaanval door twee bataljons van het 20e Infanterieregiment, onder bevel van luitenant-kolonel Smyth en majoor Ross, die de Frans-Bataafse troepen uit het dorp verdreven. Dumonceau zag dat zijn acties nutteloos waren en besloot om 3 uur 's middags zijn troepen terug te trekken naar Schoorldam.
De Franse aanval op de linkervleugel had even weinig succes. De Fransen rukten op langs de zijdijk bij Petten. Aan het hoofd van deze dijk had Abercromby een schans laten aanleggen die verdedigd werd door twee infanteriebrigades. Desondanks probeerden Franse grenadiers tot de dijk van de Zijpe te penetreren, maar de ringvaart rond de Zijpe bleek een te groot obstakel. De Franse generaal David en een aantal andere Fransen verdronken toen ze probeerden het diepe kanaal toch over te steken. Vier Britse kanonneerboten kwamen dicht bij de kust en begonnen op Vandamme's flank te vuren. Hierdoor werd hij gedwongen om terug te vallen naar zijn startposities.
De verliezen aan Frans-Bataafse kant waren veel groter dan die aan Britse kant: 1.876 tegen 184 doden en gewonden. Door de nederlaag zakten de Bataafse troepen de moed in de schoenen. Die nacht veroorzaakte een vals gerucht over een Britse aanval een paniekvlucht door troepen van Daendels' divisie. De vlucht eindigde bij Daendels' hoofdkwartier in Sint Pancras, hoewel sommige van de vluchtende soldaten zo ver kwamen als Alkmaar, waar ze nog meer paniek veroorzaakten. Enkele vluchtende Bataafse soldaten stopten pas toen ze Haarlem bereikten.

## Gevolgen
Na de veldslag arriveerde het volledige Brits-Russische expeditieleger in Den Helder. De geallieerde troepenmacht telde al snel meer dan 40.000 man. Frederik van York nam het opperbevel over het geallieerde leger in Noord-Holland en besloot zijn numerieke meerderheid te benutten. Op 19 september probeerde hij uit het bruggenhoofd in de Zijpe te breken. Dit resulteerde in de Slag bij Bergen, die tactisch onbeslist bleef. Pas in oktober, na de Slag bij Alkmaar, wist de hertog van York een Frans-Bataafse troepen tot terugtrekking te dwingen. Enkele dagen later behaalden de Frans-Bataafse verdedigers een overwinning in de Slag bij Castricum, en moest York zijn troepen weer naar de Zijpe terugtrekken.
Op 18 oktober werd de Conventie van Alkmaar getekend, waarbij de hertog van York overeenkwam om zijn troepen uit Noord-Holland weg te halen.